# Johnny English Strikes Again
Johnny English Strikes Again (em Portugal: Johnny English Volta a Atacar; no Brasil: Johnny English 3.0) é um filme de comédia de espionagem e ação de 2018 dirigido por David Kerr. É a sequência de Johnny English Reborn (2011) e a terceira parte da franquia Johnny English. O filme é estrelado por Rowan Atkinson no papel-título, ao lado de Ben Miller, Olga Kurylenko, Jake Lacy e Emma Thompson. Strikes Again segue o agente do MI7 Johnny English, que é acionado pelo serviço de inteligência britânico após este sofrer um ataque cibernético, a qual expões dados de todos os seus agentes.
O filme foi lançado nos cinemas do Reino Unido em 5 de outubro de 2018 e nos Estados Unidos em 26 de outubro de 2018 pela Universal Pictures. Foi recebido com críticas mistas, mas foi um sucesso de bilheteria, arrecadando mais de US$ 158 milhões em todo o mundo contra um orçamento de US$ 25 milhões.

## Enredo
Um ataque cibernético expõe os agentes secretos do MI7, forçando a inteligência britânica a restabelecer agentes inativos mais antigos, incluindo Johnny English; agora trabalhando como professor de geografia, ele secretamente treina seus alunos para a espionagem. English acidentalmente incapacita os outros agentes aposentados, deixando-o sozinho para aceitar a missão. Ele insiste nos serviços de seu antigo companheiro Bough (que apareceu no primeiro filme), ainda funcionário do MI7. Coletando seus equipamentos, English e Bough abandonam seus telefones celulares e dirigem um velho veículo Aston Martin V8 para o sul da França.
Eles chegam ao Hotel Magnifique em Antibes, onde o ataque cibernético se originou. Disfarçados de garçons, eles roubam um celular de um suspeito que armazena uma fotografia de seu próximo alvo, um iate chamado Dot Calm; durante o preparo de um camarão para um dos clientes, English acidentalmente incendeia o restaurante. Depois, ao invadirem o iate, English e Bough são pegos pela agente russa Ophelia Bhuletova, mas escapam depois de encontrar uma vasta gama de servidores a bordo.
Perseguindo o BMW i3 elétrico de Ophelia pelas estradas serpentinas do sul da França, English e Bough ficam sem combustível; Ophelia, ao ver que os dois ficaram para trás, volta para encontrá-los e concorda em se encontrar com English no Hotel de Paris em Cagnes-sur-Mer. Enquanto English encontra Ophelia no bar do hotel, Bough adentra escondido no quarto da moça e descobre evidências sugerindo que ela pode ser uma espiã; apaixonado por Ophélia, English rejeita as suspeitas de Bough. Ordenada por seus superiores para eliminar Johnny, Ophelia não o faz depois que English mistura remédios para dormir, consumindo remédios que o tornam hiperativo.
Outros ataques cibernéticos forçam a primeira-ministra britânica a solidificar um acordo com o bilionário do Vale do Silício Jason Volta, a ser revelado durante uma próxima reunião do G12; English e Bough voltam para o Reino Unido. Tendo aprendido que Volta é o dono da Dot Calm e é o mentor dos ataques cibernéticos, Johnny tem a tarefa de concluir uma exploração de realidade virtual que simula a mansão do bilionário; não conseguindo destravar a base do piso para se manter na sala de simulação, English sem querer ataca uma mulher idosa em uma cadeira de rodas em uma lanchonete, bate no funcionário de uma padaria próxima com baguetes e adentra em um ônibus panorâmico londrino, empurrando o guia de turismo para fora da parte de cima do veículo.
Buscando mais provas, o MI7 providencia que English e Bough se infiltrem na mansão de Volta. Lá, Johnny registra evidências sobre os planos malignos de Volta com um telefone celular, mas é capturado junto com Ophelia, que se revela ser uma espiã enviada para matar tanto English quanto Volta. English escapa do local e sequestra o carro de um instrutor de auto-escola do lado de fora da mansão; apesar dos esforços de Volta para recapturar English, o agente consegue fugir e retorna para o MI7. Apresentando um celular errado, Johnny não consegue provar os esquemas de Volta para o chefe do MI7, Pegasus, e a primeira-ministra; a primeira-ministra, então, demite English e prossegue com a reunião do G12 na Escócia. Bough convence Johnny a parar Volta de qualquer maneira, recrutando a ajuda da esposa de Bough, Lydia, a capitã do submarino da Marinha HMS Vengeance, para chegar ao castelo de Garroch em Loch Nevis.
Ophelia tenta, por várias vezes, executar Jason Volta, que revela que ele sabe que ela é uma espiã. Escalando o castelo usando um exosuit, English intervém antes que Volta possa matar Ophelia, que escapa; Volta revela seu plano de extorquir os líderes do G12, ameaçando destruir a internet mundial. Johnny telefona para Pegasus, mas esquece do aviso de Lydia sobre o uso de um telefone celular perto do submarino.
No outro lado da linha, a secretária de Pegasus involuntariamente coloca dois telefones um ao lado do outro: um de English e outro de Lydia, que havia ligado para confirmar um código de lançamento que Johnny havia digitado inadvertidamente ao telefonar para Pegasus. Dada a ordem de ataque, Lydia lança um míssil balístico que acerta o iate Dot Calm, destruindo toda a embarcação e os servidores de Volta. English, que está vestindo uma pesada armadura, Bough e Ophelia perseguem Jason, que corre para o seu helicóptero enquanto ele se prepara para redirecionar o ataque para o servidor de Nevada.
Ophelia fornece um tablet para English desativar o helicóptero Aérospatiale Gazelle 314B de Volta. Depois que Volta zomba de sua incapacidade de usar a tecnologia digital, English arremessa o tablet, nocauteando Volta e esmaga seu dispositivo para interromper o ataque de Nevada; Volta e seus homens são presos enquanto a primeira-ministra elogia English, que acidentalmente despe-se diante da imprensa e dos líderes do G12. Seus alunos lhe dão as boas-vindas como herói; depois que English mostra alguns instrumentos do serviço de espionagem do MI7, Johnny fica horrorizado ao ver que o diretor da escola está prestes a comer um dos doces explosivos dele, com a tela escurecendo no momento exato que ele põe a "bomba" na boca.

## Elenco
- Rowan Atkinson como Johnny English, o principal protagonista do filme. Agora é um professor de geografia e agente aposentado do MI7, que acaba acionado pela equipe para uma nova missão.[5]
- Olga Kurylenko como Ophelia, uma espiã russa que está investigando um bilionário tecnológico do Vale do Silício.[6][7]
- Ben Miller como Angus Bough, agente do MI7 e assistente de English.[8]
- Emma Thompson como Primeira-Ministra Britânica[9]
- Jake Lacy como Jason Volta, um bilionário da Valley Tech que está promovendo um sistema que pode melhorar o gerenciamento de dados.
- Pippa Bennett-Warner como Lesley
- Miranda Hennessy como Tara
- Irena Tyshyna como Viola Lynch
- David Mumeni como Fabian
- Tuncay Gunes como Convidado do Ted
- Samantha Russell como Primeira-Ministra Sueca
- Nick Owenford como Assessor Australiano
- Junichi Kajioka como Diplomata Japonês
- Matthew Beard como P
- Pauline McLynn como Sra. Trattner

## Produção
Em maio de 2017, foi anunciado que Rowan Atkinson retornaria para assumir o papel de Johnny English na sequência do filme Johnny English Reborn (2011). Em 3 de agosto de 2017, a Working Title Films anunciou que havia começado a produzir e filmar a sequência com o diretor David Kerr.
O designer de produção escolhido foi Simon Bowles, que havia ganhado um prêmio por seus projetos para este filme no British Film Designers Guild Awards de 2019, a qual foi compartilhado com a decoradora Liz Griffiths e o diretor de arte Ben Collins. As cenas iniciais foram filmadas em Welham Green, Hertfordshire e em Gloucestershire. As filmagens continuaram na França a partir de 26 de setembro, na praia de Saint Aygulf, em Var.
Em 4 de abril de 2018, o filme foi divulgado com o título Johnny English Strikes Again, com um teaser trailer lançado no dia seguinte.

## Lançamento
Johnny English Strikes Again estava programado para ser lançado no Reino Unido e nos Estados Unidos em 12 de outubro de 2018 pela Universal Pictures; a data do lançamento americano foi posteriormente alterada para 20 de setembro de 2018, antes de ser adiada novamente para 26 de outubro de 2018. O filme foi lançado em 5 de outubro de 2018 pela Cinemax Angola.
O filme foi lançado digitalmente em 4 de fevereiro de 2019 e no formato DVD e Blu-Ray em 18 de fevereiro, mas na Austrália foi lançado em 19 de dezembro de 2018. O lançamento em Blu-Ray e DVD nos Estados Unidos e Canadá datou em 22 de janeiro de 2019.[carece de fontes?]

## Recepção

### Comercial
Johnny English Strikes Again arrecadou US$ 4,4 milhões nos Estados Unidos e Canadá e US$ 154,5 milhões em outros países (incluindo US$ 23,2 milhões no Reino Unido), perfazendo um total global de quase US$ 159 milhões.
Nos Estados Unidos e no Canadá, Johnny English Strikes Again foi lançado juntamente com Hunter Killer, Indivisible e Mid90s, sendo projetado para arrecadar cerca de US$ 2 milhões em 544 cinemas no seu fim de semana de estreia. Acabou estreando com US$ 1,6 milhão, terminando em décimo segundo lugar nas bilheterias estadunidenses. O site Deadline.com observou que o lançamento americano do filme era essencialmente uma formalidade, pois o mesmo não foi produzido para o público dos Estados Unidos e, portanto, a baixa abertura não foi vista como uma decepção para o estúdio.
Fora da América do Norte, o filme estreou com US$ 5,5 milhões arrecadados no Reino Unido e US$ 14,1 milhões acumulados no total em sua segunda semana em cartaz, totalizando US$ 66,5 milhões de receita naquele país. Em seu terceiro final de semana de lançamento internacional, o filme acumulou mais US$ 9,8 milhões de cinquenta e sete países, incluindo uma abertura de US$ 2,4 milhões na Alemanha e uma quantia mundial de US$ 96 milhões.

### Resposta crítica
No agregador de críticas Rotten Tomatoes, o filme possui uma classificação de aprovação de 37% com base em 105 avaliações, com uma classificação média de 4,73/10; o consenso crítico do site diz: "Johnny English Strikes Again pode oferecer algumas risadinhas aos espectadores por acidentes evitáveis do personagem, mas, no geral, deixa a desejar". No Metacritic, o filme tem uma pontuação média ponderada de 39 de 100, com base em 22 críticas, indicando "críticas geralmente desfavoráveis".